# Sybrocentrura
Sybrocentrura is een kevergeslacht uit de familie van de boktorren (Cerambycidae). De wetenschappelijke naam van het geslacht werd voor het eerst geldig gepubliceerd in 1947 door Breuning.

## Soorten
Sybrocentrura omvat de volgende soorten:
- Sybrocentrura costigera Holzschuh, 2010
- Sybrocentrura fatalis Holzschuh, 2010
- Sybrocentrura obscura Breuning, 1947
- Sybrocentrura procerior Holzschuh, 2010
- Sybrocentrura ropicoides (Gressitt, 1939)
- Sybrocentrura tenera Holzschuh, 2010
- Sybrocentrura tristicula Holzschuh, 2010